# André Carrillo
Pour les articles homonymes, voir Carrillo.
André Martín Carrillo Díaz (né le 14 juin 1991 à Lima, Pérou) est un footballeur international péruvien évoluant au sein du meilleur club brésilien, au SC Corinthians.

## Biographie

### Carrière en club
Surnommé La Culebra (« la couleuvre »), André Carrillo fait ses premiers pas de footballeur professionnel au sein de l'Alianza Lima disputant son premier match de championnat du Pérou, le 5 décembre 2009, contre l'Universidad César Vallejo (2-2). Le 6 mai 2011, il est recruté par le Sporting CP où il signe un contrat de cinq ans.
Au Sporting CP, il dispute son premier match officiel sur le sol européen, le 25 août 2011, à l'occasion d'un match de Ligue Europa contre les Danois du FC Nordsjælland, en entrant à la 85e minute. Petit à petit, il se fait une place dans l'effectif lisboète, où sa vivacité et ses qualités de dribbleur lui permettent de faire la différence. Le 22 décembre 2011, il inscrit son premier but en match officiel sous les couleurs du Sporting à l'occasion d'un match de Coupe du Portugal contre Marítimo. Moins d'un mois plus tard, il inscrit son premier but en championnat sur la pelouse du SC Braga. Le 23 août 2012, il inscrit son premier but en compétition européenne, sur la pelouse de l'AC Horsens en barrages de la Ligue Europa 2012-2013. 
Le 31 mai 2015, Carrillo remporte la Coupe du Portugal, son premier titre avec le Sporting CP, après avoir battu le SC Braga aux tirs au but (2-2 a.p. puis 3 tab 1). Dans la foulée, le 9 août 2015, il s'octroie son deuxième titre avec l'obtention de la Supercoupe du Portugal où il s'avère décisif en marquant le but de la victoire 1-0 sur le Benfica Lisbonne à la 53e minute.
Formant un grand duo en attaque avec son coéquipier Teófilo Gutiérrez, Carrillo devient l'une des stars de l'équipe au point de s'attirer des offres de certains grands clubs européens. Le président du Sporting CP, Bruno de Carvalho, le presse de renouveler son contrat avec le club ce que Carrillo refuse. Cela conduit à un conflit larvé entre le président et son joueur où le premier n'hésite pas à ne plus le faire jouer tant qu'il ne rempile pas au sein du Sporting CP. Carrillo résiste et choisit d'attendre le mercato d'été où il signe le 1er juillet 2016 avec le Benfica Lisbonne pour cinq saisons.
Mais après plusieurs mois d'inactivité forcée, Carrillo ne retrouve plus son niveau d'antan et ne s'impose pas au Benfica Lisbonne, même s'il remporte le championnat du Portugal en 2017 (20 matchs disputés pour seulement 2 buts marqués). Il est prêté lors de la saison 2017-2018 au Watford FC de la Premier League.
Le 20 juillet 2018, il est prêté pour une saison à l'Al-Hilal en Arabie saoudite. Son transfert devient définitif à partir de l'année suivante. Il s'avère être un joueur décisif pour le club arabe avec lequel il remporte trois fois d'affilée le championnat d'Arabie saoudite (2020, 2021 et 2022) et deux fois la Ligue des champions de l'AFC (2019 et 2021). Le 22 janvier 2023, il devient le joueur étranger le plus capé de l'histoire de l'Al-Hilal avec 161 matchs, dépassant le Zambien Elijah Litana (160) et le Brésilien Carlos Eduardo (158).
En août 2023, il signe à l'Al-Qadisiyah, club saoudien de 2e division.

### Carrière en équipe nationale
International péruvien depuis 2011, il est sélectionné par Sergio Markarián afin de disputer la Copa América 2011, où il marque un but contre son camp contre le Chili dans les arrêts de jeu. Le 15 août 2012, il inscrit son premier but en sélection nationale, en match amical contre le Costa Rica (1-0). Toujours sous la houlette de Markarián, Carrillo dispute les éliminatoires de la Coupe du monde 2014 (9 matchs).
Appelé par le nouveau sélectionneur Ricardo Gareca dans le groupe de convoqués à la Copa América 2015, Carrillo marque contre le Paraguay lors du match de classement pour la troisième place (victoire 2-0) avant de participer aux éliminatoires de la Coupe du monde 2018 (11 matchs) qui voient le Pérou revenir en Coupe du monde après 36 ans d'absence. Mais c'est durant les matchs de préparation au Mondial 2018, puis lors de la compétition en Russie, qu'il révèle ses talents de dribbleur en portant le danger sur le couloir droit. Il se distingue notamment lors du dernier match de poule contre l'Australie, le 26 juin 2018, en ouvrant le score à la 18e minute. Il est d'ailleurs élu "homme du match" de cette rencontre.
Il marque son premier doublé en sélection à l'occasion de la première journée des qualifications à la Coupe du monde 2022, face au Paraguay, le 8 octobre 2020 (match nul 2-2).

## Statistiques

### En club
| Saison      | Club        | Pays     | Championnat | Championnat | Championnat | Coupes nationales | Coupes nationales | Coupe d'Europe | Coupe d'Europe | Coupe d'Europe | Total  | Total |
| Saison      | Club        | Pays     | Division    | Matchs      | Buts        | Matchs            | Buts              | Type           | Matchs         | Buts           | Matchs | Buts  |
| ----------- | ----------- | -------- | ----------- | ----------- | ----------- | ----------------- | ----------------- | -------------- | -------------- | -------------- | ------ | ----- |
| 2011 - 2012 | Sporting CP | Portugal | Liga        | 24          | 2           | 9                 | 1                 | C3             | 13             | 0              | 46     | 3     |
| 2012 - 2013 | Sporting CP | Portugal | Liga        | 14          | 1           | 3                 | 0                 | C3             | 5              | 2              | 22     | 3     |

Dernière mise à jour le 7 février 2013.

### En sélection nationale
| Saison                | Sélection             | Phases finales        | Phases finales | Phases finales | Phases finales | Éliminatoires CDM | Éliminatoires CDM | Éliminatoires CDM | Matchs amicaux | Matchs amicaux | Matchs amicaux | Total | Total | Total |
| Saison                | Sélection             | Compétition           | M              | B              | Pd             | M                 | B                 | Pd                | M              | B              | Pd             | M     | B     | Pd    |
| --------------------- | --------------------- | --------------------- | -------------- | -------------- | -------------- | ----------------- | ----------------- | ----------------- | -------------- | -------------- | -------------- | ----- | ----- | ----- |
| 2010-2011             | Pérou                 | Copa América 2011     | 1              | 0              | 0              | -                 | -                 | -                 | 0              | 0              | 0              | 1     | 0     | 0     |
| 2011-2012             | Pérou                 | -                     | -              | -              | -              | 2                 | 0                 | 0                 | 1              | 0              | 0              | 3     | 0     | 0     |
| 2012-2013             | Pérou                 | -                     | -              | -              | -              | 4                 | 0                 | 0                 | 3              | 1              | 1              | 7     | 1     | 1     |
| 2013-2014             | Pérou                 | -                     | -              | -              | -              | 3                 | 0                 | 0                 | 2              | 0              | 0              | 5     | 0     | 0     |
| 2014-2015             | Pérou                 | Copa América 2015     | 4              | 1              | 0              | -                 | -                 | -                 | 7              | 0              | 3              | 11    | 1     | 3     |
| 2015-2016             | Pérou                 | -                     | -              | -              | -              | 2                 | 0                 | 1                 | 2              | 0              | 1              | 4     | 0     | 2     |
| 2016-2017             | Pérou                 | -                     | -              | -              | -              | 4                 | 1                 | 0                 | 1              | 0              | 0              | 5     | 1     | 0     |
| 2017-2018             | Pérou                 | Coupe du monde 2018   | 3              | 1              | 0              | 5                 | 0                 | 0                 | 5              | 2              | 1              | 13    | 3     | 1     |
| 2018-2019             | Pérou                 | Copa América 2019     | 4              | 0              | 2              | -                 | -                 | -                 | 9              | 0              | 0              | 13    | 0     | 2     |
| 2019-2020             | Pérou                 | -                     | -              | -              | -              | -                 | -                 | -                 | 4              | 0              | 0              | 4     | 0     | 0     |
| 2020-2021             | Pérou                 | Copa América 2021 4e  | 6              | 2              | 1              | 6                 | 3                 | 0                 | -              | -              | -              | 12    | 5     | 1     |
| 2021-2022             | Pérou                 |                       | -              | -              | -              | 9                 | 0                 | 1                 | 1              | 0              | 0              | 10    | 0     | 1     |
| 2022-2023             | Pérou                 |                       | -              | -              | -              | -                 | -                 | -                 | 4              | 0              | 0              | 4     | 0     | 0     |
| 2023-2024             | Pérou                 | Copa América 2024     | 1              | 0              | 0              | 5                 | 0                 | 0                 | 2              | 0              | 0              | 8     | 0     | 0     |
| 2024-2025             | Pérou                 | -                     | -              | -              | -              | 3                 | 0                 | 0                 | -              | -              | -              | 3     | 0     | 0     |
| Total sur la carrière | Total sur la carrière | Total sur la carrière | 19             | 4              | 3              | 43                | 4                 | 2                 | 41             | 3              | 6              | 103   | 11    | 11    |

### Buts internationaux
| #   | Date            | Lieu                 | Adversaire      | Score | Résultat | Compétition                       |
| --- | --------------- | -------------------- | --------------- | ----- | -------- | --------------------------------- |
| 1.  | 15 août 2012    | San José, Costa Rica | Costa Rica      | 1-0   | 1-0      | Match amical                      |
| 2.  | 3 juillet 2015  | Concepción, Chili    | Paraguay        | 1-0   | 2-0      | Copa América 2015                 |
| 3.  | 23 mars 2017    | Maturín, Venezuela   | Venezuela       | 1-2   | 2-2      | Éliminatoires Coupe du monde 2018 |
| 4.  | 23 mars 2018    | Miami, États-Unis    | Croatie         | 1-0   | 2-0      | Match amical                      |
| 5.  | 3 juin 2018     | Saint-Gall, Suisse   | Arabie saoudite | 1-0   | 3-0      | Match amical                      |
| 6.  | 26 juin 2018    | Sotchi, Russie       | Australie       | 1-0   | 2-0      | Coupe du monde 2018               |
| 7.  | 8 octobre 2020  | Asuncion, Paraguay   | Paraguay        | 1-0   | 2-2      | Éliminatoires Coupe du monde 2022 |
| 8.  | 8 octobre 2020  | Asuncion, Paraguay   | Paraguay        | 2-2   | 2-2      | Éliminatoires Coupe du monde 2022 |
| 9.  | 13 octobre 2020 | Lima, Pérou          | Brésil          | 1-0   | 2-4      | Éliminatoires Coupe du monde 2022 |
| 10. | 23 juin 2021    | Goiânia, Brésil      | Équateur        | 2-2   | 2-2      | Copa América 2021                 |
| 11. | 27 juin 2021    | Brasilia, Brésil     | Venezuela       | 1-0   | 1-0      | Copa América 2021                 |

NB : Les scores sont affichés sans tenir compte du sens conventionnel en cas de match à l'extérieur (Pérou-Adversaire).

## Palmarès

### En club
| Sporting Portugal - Coupe du Portugal (1) : - Vainqueur : 2015. - Supercoupe du Portugal (1) : - Vainqueur : 2015. |  | Benfica Lisbonne - Championnat du Portugal (1) : - Champion : 2017. - Coupe du Portugal (1) : - Vainqueur : 2017. - Supercoupe du Portugal (1) : - Vainqueur : 2016. |  | Al-Hilal - Ligue des champions d'Asie (2) : - Vainqueur : 2019 et 2021. - Championnat d'Arabie saoudite (3) : - Champion : 2020, 2021 et 2022. - Coupe du Roi (2) : - Vainqueur : 2020 et 2023. - Supercoupe d'Arabie saoudite (2) : - Vainqueur : 2018 et 2021. |

### En équipe nationale
Pérou
- Copa América :
  - Finaliste : 2019.
  - Troisième : 2011 et 2015.